# Анри Файол
Анри Файол (на френски: Henri Fayol) е френски инженер.
Той сред създателите на теории за мениджмънт (стопанско управление). Според неговата класификация дейностите в дадено предприятие се разделят на 6 категории:
1. планиране: производство, трансформиране и изработка;
2. маркетинг: покупка, продажба и обмен;
3. финанси: търсене и оптимално използване на капиталите;
4. сигурност: защита на хората и собствеността;
5. администрация: управление на предприятието.

Според неговата терминология елементите на администрацията са:
1. планиране: предвиждане и прогнозиране;
2. организация: снабдяване предприятието с всичко нужно за доброто му функциониране;
3. поръчка: стимулиране работата на социалния корпус на предприятието;
4. координация: хармонизация между всички сектори на предприятието;
5. контрол: проверка за правилното следване на програмата приета при различни условия и принципи и сигнализирането на грешки и проблеми, за да бъдат поправени и да се избегне повторението им.

Файол изказва хипотезата, че е важно да има единство на поръчителството: концепция, която предполага, че е нужен само един надзорник за всеки един в каквато и да е била организация. За Файол мениджмънтът е обичайна човешка дейност, която се прилага еднакво добре както в семейните, така и във фирмените дела.
В съответствие с класификацията на дейностите в предприятието, Файол дефинира пет ключови задачи на мениджъра:
- да планира;
- да организира;
- да разпорежда;
- да координира;
- да контролира[1].